# Стадион Фитцджеральда
Стадион Фитцджеральда (англ. Fitzgerald Stadium, ирл. Staid a' Ghearaltaigh) — стадион Гэльской атлетической ассоциации в Килларни, домашняя арена клуба по гэльскому футболу «Керри». Назван в честь Дика Фитцджеральда, одного из первых знаменитых спортсменов Гэльской атлетической ассоциации. Открыт 31 мая 1936 года епископом Ардферта и Агдао доктором Майклом О’Брайеном и архиепископом Кашела Джоном Мэри Харти.

## История
На самом первом матче присутствовало около 20 тысяч зрителей, хотя пресса сообщала о 28 тысячах зрителей. Через год стадион в Килларни принял финал Всеирландского чемпионата по хёрлингу между клубами «Типперэри» и «Килкенни». Это произошло в связи с тем, что на «Кроук Парк» возводилась первая трибуна Касака (англ. Cusack Stand). В 1950 году вместимость стадиона подверглась серьёзной проверке, когда во время финала чемпионата Манстера по Хёрлингу между клубами «Корк» и «Типперэри» собралось порядка 50 тысяч человек. Они мешали вратарю клуба «Типперэри» Тони Реддану, а защитник Джон Дойл признался, что впервые играл в хёрлинг, находясь в толпе численностью порядка 5 тысяч человек (англ. in the midst of about 5,000).
В 1970-е годы были возведены трибуна доктора О’Салливана (англ. Dr. O’Sullivan Stand) и павильон. Вместимость выросла до 39120 человек. Стадион считается одним из лучших стадионов, уступающих по вместимости «Кроук Парк»: он расположен на фоне живописных гор Керри. Комитет стадиона планирует переоборудовать оба края стадиона вплоть до сектора имени Майкла О’Коннора, возвести новые раздевалки и крытые помещения, а также повысить вместимость до 50 тысяч человек. Первые изменения были внесены зимой 2008/2009:
- Расширены скамьи на участке Льюис Роуд (англ. Lewis Road) вплоть до трибуны с возможностью продолжения даже в случае обновления трибуны. Зрители могут выходить к этим местам через тоннель или подняться на них по лестницам.
- Дополнительный вход за воротами на участке Льюис Роуд к старым скамьям.
- Новые сидячие места со скамейками добавляют ещё 4 тысячи мест с возрастающей вместимостью до 43 тысяч человек. В планах повышение до 50 тысяч.
- 4 новые раздевалки под сидячими местами с индивидуальными кабинками для душа и туалета. У каждого игрока индивидуальная зона в раздевалке, как на «Кроук Парк».
- Помещения для врачей и физиотерапевтов, а также для тренерского штаба. Игроки выходят из раздевалок и идут по тоннелю.

Под зоной сидячих мест со скамьями три уровня:
- Уровень 1 — раздевалки и магазины на стадионе
- Уровень 2 — стюарды, полиция, допинг-тест и комната для пресс-конференций
- Уровень 3 — диспетчерская для обеспечения порядка, помещения для телекомментаторов

15 ноября 2016 года стадион Фитцджеральда включили в заявку Ирландии на принятие чемпионата мира по регби 2023 года

## Концерты
- Westlife (28 июня 2002)
- Элтон Джон (7 июля 2002)
- Counting Crows (27 июня 2003)
- Брайан Адамс (25 июня 2004)
- The Corrs (26 июня 2004)
- P!nk (15 июля 2007)
- Westlife (22 июня 2008)
- Pussycat Dolls (18 июля 2009)